# Маріуш Сордиль
Маріуш Станіслав Со́рдиль (пол. Mariusz Stanisław Sordyl; нар. 27 листопада 1969) — польський волейбольний тренер, у минулому волейболіст, гравець збірної Польщі з волейболу. Головний тренер СК «Епіцентр-Подоляни» (сюди прийшов працювати також його помічник Каміль Солодуха).

## Життєпис
Народжений 27 листопада 1969 року. За словами самого Маріуша, походить він з Андрихува, але оскільки в місті тоді не було шпиталю, то на світ він прийшов у Вадовицях. ЗМІ подають різні місця його народження: Вадовиці (також це місце вказане на сайті Польського союзу волейболу), Андрихув, Вепр (Вепш, Wieprz).
Як гравець виступав у складі клубів «Бескид» (Андрихув), «Столярка» (Воломін), «Ресовія» (Ряшів), «Ліон», «Туркуен», «Варшава», «Авіньйон», «Страсбург», «Ольштин».
Тренував «Ольштин» (2006—2011), румунський «Залеу» (2011—2013), катарський «Аль Ахлі» (2013—2017), турецькі «Єопарк Кула», «Фенербахче», молодіжну та юніорську збірні Польщі.
Володіє французькою та англійською мовами. Інтерв'ю представникам українських ЗМІ намагався давати українською мовою[джерело?].